# Марија Мутола
Марија Мутола (порт. Maria de Lurdes Mutola; Мапуто, 27. октобар 1972) je атлетичарка из Мозамбика, освајач златне медаље на Олимпијским играма у Сиднеју 2000. године. Учествовала је 5 пет пута на Олимпијским играма од 1988. до 2004. године.
Мутола се специјализовала за дисциплину 800 м, на којој је доминирала 1990-их почетком прве декаде 21. века. Током тог времена ретко је губила трке у својој дисциплини, те је између осталих успеха четири пута била светска првакиња на отвореном, и седам пута златна на светским првенствима у дворани.
Победом на свим тркама Златне лиге на 800 метара, Марија Мутола је 2003. освојила „џек пот“ у вредности од 1.000,000 долара.

## Учешће на Олимпијским играма
Мутола је први пут наступила на олимпијским играма већ са 15 година, на у Сеулу 1988. године, тада без запаженијег резултата. На Играма у Барселони 1992. је завршила као пета, иако је била једина такмичарка на 800 метара која је раније те године победила тадашњу победницу Ellen van Langen. На Игре у Атланти је дошла као велики фаворит, будући да је имала низ од преко 40 победа на деоницама 800 и 1000 м. Ипак, под повишеном температуром узрокованом прехладом, успела је доћи 'само' до трећег места и бронзане медаље. Очекивано злато је коначно стигло на Играма у Сиднеју 2000. године, док је на Играма у Атини 2004. године освојила четврто место. Морала је признати победу својој тренинг партнерки Кели Холмс.

## Резултати на великим такмичењима
| Олимпијске игре             |           |                   |         |
| Сеул 1988.,                 | 800 м     | 22 место          | 2:04,36 |
| Барселона 1992.,            | 800 м     | 5 место           | 1:57,49 |
|                             | 1500 м    | 9 место           | 4:02,60 |
| Атланта 1996.               | 800 м     | бронза            | 1:58,71 |
| Сиднеј 2000.                | 800 м     | злато             | 1:56,15 |
| Атина 2004.                 | 800 м     | 4 место           | 1:56,51 |
| Светско првенство           |           |                   |         |
| Токио 1991                  | 800 м     | 4 место           | 1:57,63 |
| Штутгарт 1993.              | 800 м     | злато             | 1:55,43 |
| Гетеборг 1995.              | 800 м-    | дискавалификована |         |
| Атина 1997.                 | 800 м     | бронза            | 1:57,59 |
| Севиља 1999.                | 800       | сребро            | 1:56,72 |
| Едмонтон 2001.              | 800 м     | злато             | 1:57,17 |
| Париз 2003.                 | 800 м     | злато             | 1:59,89 |
| Хелсинки 2005.              | 800 м     | 4 место           | 1:59,71 |
| Светско првенство у дворани |           |                   |         |
| Торонто 1993.               | 800 м     | злато             | 1:57,55 |
| Барселона 1995.             | 800 м     | злато             | 1:57,62 |
| Париз 1997.                 | 800       | злато             | 1:58,96 |
| Маебаши 1999.               | 800 м     | сребро            | 1:57,17 |
| Лисабон 2001.               | 800 м     | злато             | 1:59,74 |
| Бирмингам 2003.             | 800 м     | злато             | 1:58,94 |
| Будимпешта 2004.            | 800 м     | злато             | 1:58,50 |
| Москва 2006.                | 800 м     | злато             | 1:58,90 |
| Светски куп у атлетици      |           |                   |         |
| Хавана 1992.                | 800 м     | 1                 | 2:00,47 |
|                             | 4 х 400 м | 3                 | 3:31,90 |
| Лондон 1994.                | 800 м     | 1                 | 1:58,27 |
| Јоханезбург 1998.           | 800 м     | 1                 | 1:59,88 |
| Мадрид 2002.                | 800 м     | 1                 | 1:58,60 |

## Лични рекорди
| дисциплина | Резултат | место      | Датум            |
| 200 м      | 23,86    | Langenthal | 2. јул 1994.     |
| 400 м      | 51,37    | Монако     | 2. август 1994.  |
| 600 м      | 1:22,87  | Лијеж      | 27. август 2002. |
| 800 м      | 1:55,19  | Цирих      | 17. август 1994. |
| 1.000 м    | 2:29,34  | Брисел     | 25. август 1995. |
| 1.500 м    | 4:01,50  | Рим        | 12. јул 2002.    |
| 1 миља     | 4:36,09  | Eugene     | 21. јун 1991.    |
| 2.000 м    | 6:03,84  |            | 1992.            |
| 3.000 м    | 9:27,37  | Спрингфилд | 8. јун 1991.     |
| 5.000 м    | 18:15,1  |            | 18. јул 1990.    |